# Adnación

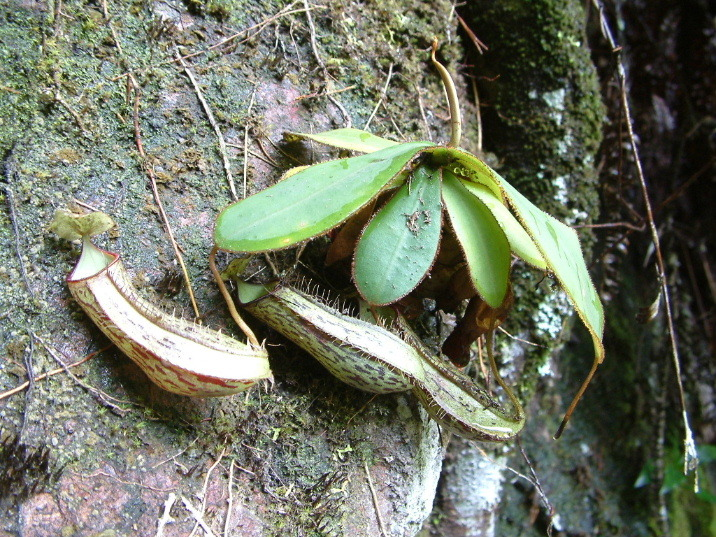
El nombre de la planta odre tropical Nepenthes adnata hace referencia a la base adnación de sus hojas.

Se denomina adnación en plantas angiospermas a la fusión de dos o más verticilos de una flor, desde los estambres a los pétalos". Ello es en contraposición con conación, la fusión en un solo verticilo.

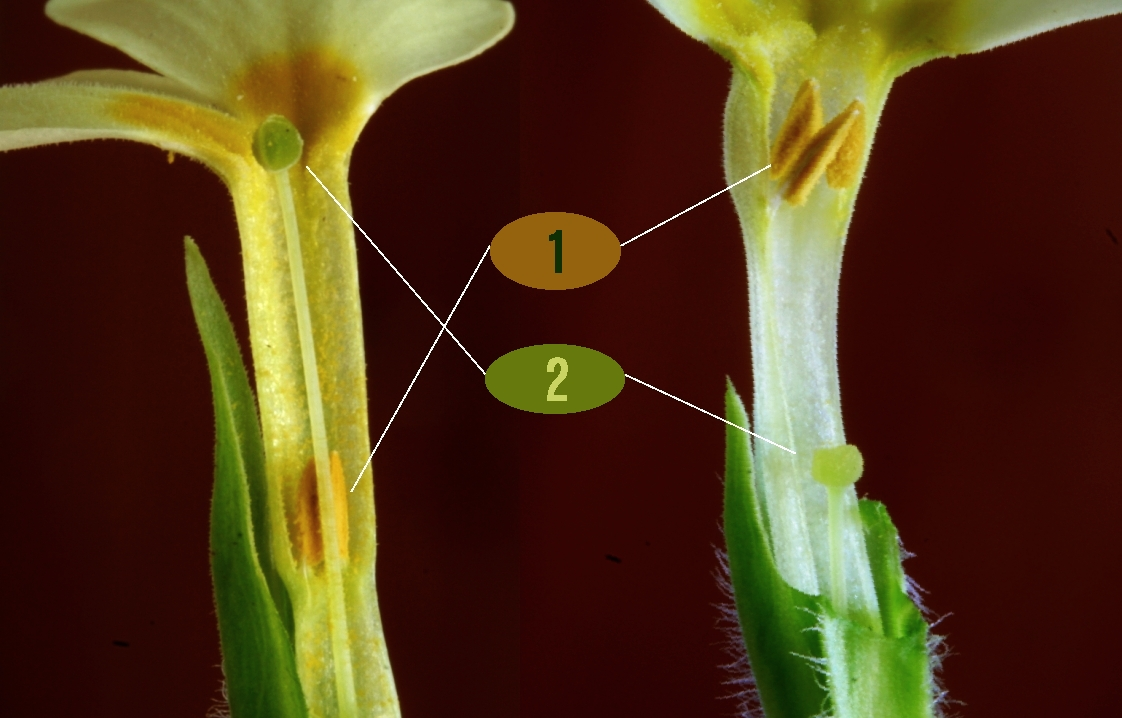
Los estambres de Primula vulgaris presentan adnación con la corola.